# قرارداد رژی
قرارداد امتیاز تنباکو یا تالبوت قراردادی است که بین ناصرالدین شاه و تالبوت (انگلیسی: Major Gerald F. Talbot) در ۲۹ اسفندماه ۱۲۶۸ امضا گردید و عامل اتفاقات بسیاری شد.

## مفاد این عهدنامه
ناصرالدین شاه که برای تأمین هزینه سفرهای خود به اروپا با مشکلات مالی مواجه بود، با اعطای امتیاز موافقت کرد و پس از مراجعت به ایران در رجب ۱۳۰۷ ه‍.ق (مارس ۱۸۹۰ میلادی) قراردادی را با تالبوت ـ که با کمک دولت و عده‌ای از سرمایه‌داران انگلیسی، کمپانی رژی را با سرمایه‌ای ۶۵۰ هزار لیره تأسیس کرده بود ـ منعقد نمود. بدین ترتیب امتیاز تجارت توتون و تنباکو به مدت پنجاه سال به تالبوت اعطا گردید. این قرارداد همزمان با دوران صدارت میرزا علی اصغرخان امین‌السلطان بود.این امتیاز که به امضای شاه و سرهنری ولف رسید، دارای پانزده فصل بود که حکایت از اختیارات تام تالبوت در امور دخانیات ایران و بی‌اعتنایی به منافع ملت ایران داشت. مطابق با این قرارداد، رژی متعهد می‌گردید که در ازای انحصار خرید و فروش توتون و تنباکوی ایران به مدت پنجاه سال، سالانه مبلغ ۱۵ هزار پوند استرلینگ به همراه یک چهارم سود خالص خود را به شاه بپردازد. به موجب این امتیاز، رژی صاحب حق انحصاری تجارت تنباکوی ایران و حتی نظارت بر زراعت آن شناخته می‌شد و در متن آن آمده بود: 
«اجازه‌نامه‌ای برای فروش و معامله و غیره توتون و تنباکو و سیگار… حق خالص صاحبان این امتیاز است و احدی جز صاحبان این امتیازنامه حق صدور اجازه‌نامه‌جات مزبور را ندارند.»
رژی در آغاز به صورت ناشناخته به فعالیت می‌پرداخت.. هنگامی که به استناد فصل نهم امتیازنامه ـکه صاحب امتیاز را مجاز به واگذاری حقوق خود به دیگری می‌کردـ امتیاز خود را به «شرکت شاهنشاهی تنباکوی ایران» فروخت،با مخالفت‌های گسترده‌ای از سوی مردم و روحانیون مواجه شد. در این زمان انتشار اعلامیه‌ای رسمی از سوی دولت که واگذاری امتیاز تنباکو را تذکر می‌داد و در عین حال به زارعین توتون و تنباکو نیز وعدهٔ خرید عادلانه و نقدی محصولات آنها را می‌داد، موج گسترده‌ای از نارضایتی را دامن زد.در سال۱۸۹۰، روزنامه فارسی‌زبان اختر که در عثمانی منتشر می‌شد، طی مصاحبه‌ای با تالبوت، تفاوت فاحش امتیاز دخانیات ایران را با امتیازی که رژی از عثمانی گرفته بود، یادآور شد و ضمن انتقادهای گسترده از دولت، تبعات و پیامدهای قرارداد را برای مردم ایران روشن ساخت.با توجه به این مطلب که توتون و تنباکو از مهم‌ترین اقلام تجاری و صادراتی ایران بود و حدود دویست‌هزار تن به کشت و خرید و فروش آن اشتغال داشتندبنابراین انحصار خرید و فروش این محصول به یک شرکت انگلیسی منافع بسیاری از مردم ایران را به خطر می‌انداخت. به همین سبب نخستین اعتراض‌ها را تاجران دخانیات آغاز کردند که تجارت شان مستقیماً در معرض تهدید رژی بود. در آغاز عده‌ای از بازرگانان به همراه امین‌الدوله نزد شاه رفتند و به انحصار تجارت تنباکو اعتراض کردند.

## لغو قرارداد
این اعتراض موجب شد که دولت به انگیزهٔ دلجویی از آنان مهلت شش‌ماهه‌ای برای فروش ذخایر توتون و تنباکوی تاجران قایل شود.با این حال مهلت فوق نیز نمی‌توانست خسارات ناشی از واگذاری امتیاز را جبران سازد. در این بین روس‌ها نیز که در منطقهٔ ساوجبلاغ به کشت تنباکو اشتغال داشتند به امتیاز فوق اعتراض کردند و آن را ناقض عهدنامهٔ ترکمانچای خواندند و خواستار لغو آن یا عقد قرارداد مشابهی شدند.

## نخستین اعتراض‌ها
نخستین گام اعتراض را تجار، کسبه و دست‌اندرکاران صنعت تنباکو برداشتند. اولین اعتراضات از سوی شیراز بود.از هر شهری فریادی برخاست و فریادها رفته رفته سطح مملکت را فرا گرفت. پس از اوج گرفتن مخالفت و درگیری، قشرها مختلف مردم به علمای دینی در شهرهای مختلف رجوع کرده و کسب تکلیف نمودند؛ به‌طور مثال در اصفهان به آقانجفی اصفهانی، در شیراز به سید علی‌اکبر فال اسیری، در تهران به شیخ فضل‌الله نوری و میرزا حسن آشتیانی و در تبریز به میرزا جواد مجتهد تبریزی متوسل شدند.
در اصفهان آقانجفی دست به ابتکاری زد و با فتوای خود و سایر علمای اصفهان، تنباکو را تحریم نمود. فتوای تحریم تنباکو در اصفهان مؤثر واقع شد و کمپانی در آن منطقه فلج گردید، بنابراین به دولت شکایت برد. دولت تهدید کرد که اگر علما تسلیم نشوند و مردم شورش کنند، خانه‌های مردم را به توپ خواهد بست. اما علما به جز یکی دو نفر، بقیه در مقابل این تهدیدها ایستادگی کردند.سرانجام میرزای شیرزای حکم تاریخی خود را از سامرا صادر کرد: متن حکم میرزا چنین بود:
«بسم الله الرحمن الرحیم. الیوم استعمال تنباکو و توتون بأی نحو کان در حکم محاربه با امام زمان عجل‌الله تعالی فرجه است.» الاحقر ــ محمدحسن الحسینی
 پس از کشمکش‌های فراوان سرانجام ناصرالدین مجبور شد، قرارداد رژی تنباکو را ملغی کند.